# Elatostema subcuspidatum
Elatostema subcuspidatum es una especie de planta del género Elatostema, perteneciente a la familia Urticaceae.

## Taxonomía
Elatostema subcuspidatum fue descrita por Wen Tsai Wang en 1984.

## Distribución
Se encuentra en el territorio centro-sur de China.